# Saparosaari (ö i Södra Savolax, Nyslott)
Saparosaari är en ö i Finland. Den ligger i sjön Pihlajavesi och i kommunen Nyslott i  landskapet Södra Savolax, i den sydöstra delen av landet, 280 km nordost om huvudstaden Helsingfors. Öns area är 3,9 hektar och dess största längd är 280 meter i sydöst-nordvästlig riktning.